# 斑重唇鱼
斑重唇鱼（学名：Diptychus maculatus）为輻鰭魚綱鯉形目鲤科重唇鱼属的鱼类，俗名黄瓜鱼。分布于伊犁河、锡尔河、塔拉斯河、楚河诸水域、巴基斯坦和印度克什米尔地区的印度河上游，以及塔里木河各支流上游水域、伊宁伊犁河流域各支流等，體長可達70公分，一般生活于干支流流水环境。该物种的模式产地在印度河列城。
其种加词“maculatus”意为“有斑点、斑块、斑纹的”。